# Asedio de Valenciennes (1566)
El cerco de Valenciennes es una asedio que duró desde el 6 de diciembre de 1566 hasta el 24 de marzo de 1567 durante la cual las tropas españolas de Felipe de Noircarmes, gobernador de Henao, sitiaron y capturaron la ciudad de Valenciennes. Es parte de la represión que siguió a la revuelta iconoclasta de los mendigos del mar. Esta batalla es a veces considerada como la primera de la Guerra de los Ochenta Años. Durante el sitio se tomó también la ciudad de Tournai el 2 de enero de 1567.
El estatúder Felipe de Noircarmes ejecutó a muchos calvinistas, incluyendo Guido de Brés, ahorcados el 31 de mayo de 1567.

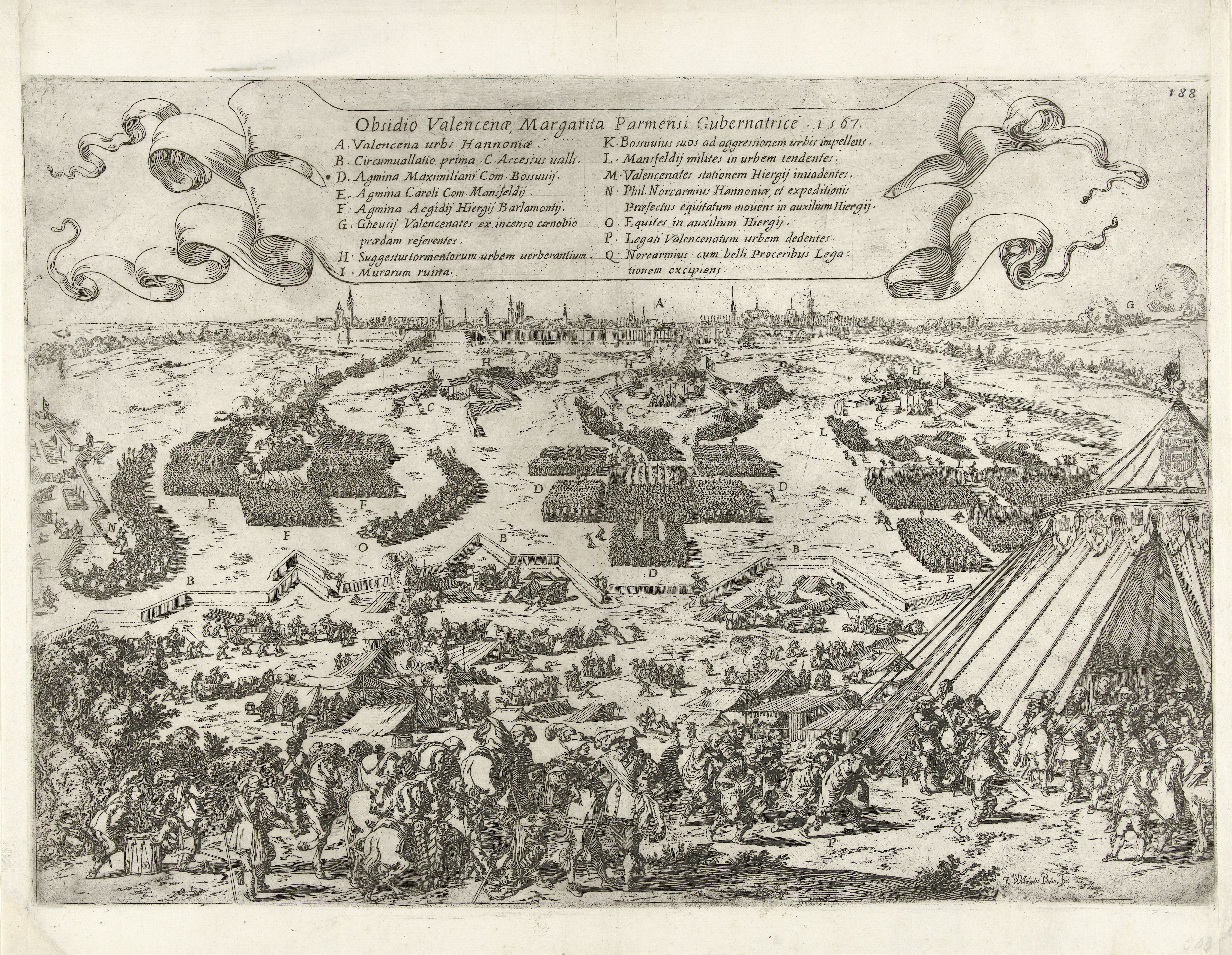
El asedio de Valenciennes de 1567, un grabado de Johann Wilhelm Baur (1630).

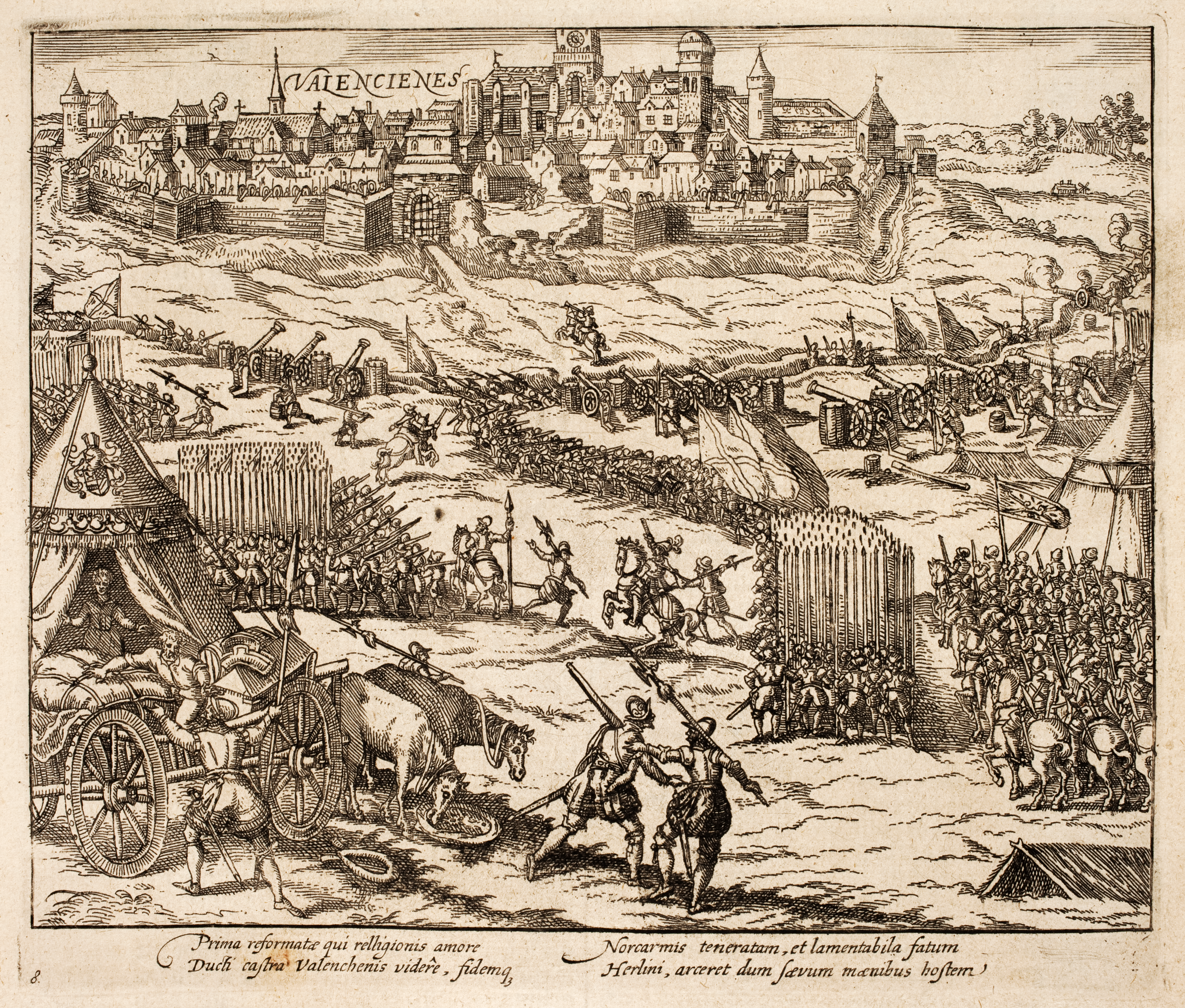
Las tropas españolas sobre el monte Anzin durante el sitio de Valenciennes en 1567, grabado de Franz Hogenberg.